# إدموند كين

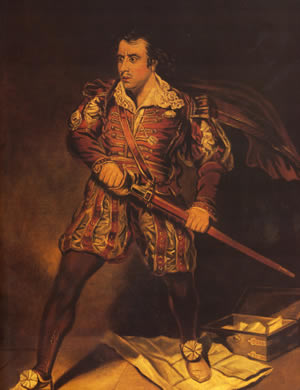
إدموند كين في دور السير جايلز أوفرريتش في مسرحية ماسينجر طريقة جديدة لسداد الديون القديمة (A New Way to Pay Old Debts)، التي ظهرت لأول مرة عام 1816م

إدموند كين (بالإنجليزية: Edmund Kean) (4 من نوفمبر 1787م 15 من مايو 1833م) هو ممثل إنجليزي كان يعتبر في وقته أعظم ممثل على الإطلاق.

## النشأة
وُلِد كين في لندن. كان والده إدموند كين (انظر أوه كاثين)، وهو مساعد مهندس معماري، وكانت والدته الممثلة آن كاري، ابنة ملحن القرن الثامن عشر والكاتب المسرحي هنري كاري.
قدم كين أول ظهور له على المسرح وهو في سن الرابعة في دور كيوبيد في عرض جين جورجيز نوفير للباليه، سيمون (Cymon). وقد جعلت حيوية إدموند وذكاؤه وعاطفته الحاضرة كطفل مفضَلاً عالميًا، ولكن ظروفه القاسية وقلة الانضباط ساعدته على تطوير اعتماده على ذاته. وفي حوالي عام 1794م، قام بعض الأشخاص الخيرين بدفع مصروفاته للذهاب إلى المدرسة حيث أحسن صنعًا هناك، ولكنه وجد القيود لا تطاق، وعمل كخادم سفينة في بورتسموث. ولاكتشافه أن الحياة في البحر أكثر تقييدًا، تظاهر بأنه أصم وأعرج بمهارة شديدة جعلته يخدع الأطباء في جزر ماديرا.
وفي طريق عودته إلى إنجلترا لجأ إلى عمه، موسى كين، وهو فنان يعمل في مجال الترفيه اشتهر بعروض المحاكاة والتحدث من البطن، وبينما كان يواصل دراساته في فن الحركات الإيحائية، عمل على تشجيع إدموند كي يدرس شكسبير. وفي نفس الوقت، قامت الآنسة شارلوت تايدزويل، وهي ممثلة كانت لطيفة بشكل خاص معه منذ الطفولة، بتعليمه مبادئ التمثيل.
بعد وفاة عمه، تولت هذه الممثلة مسئوليته وبدأ إدموند الدراسة النظامية لشخصيات شكسبير الأساسية، مظهرًا الإبداع المميز لعبقريته عن طريق تقديم تفسيرات مختلفة تمامًا عن تفسيرات جون فيليب كيمبل، ثم دراسة الممثلين الكبار لهذه الأدوار. تسببت مواهب كين وهيئته المثيرة للاهتمام في تبني السيدة كلارك له، ولكنه استاء من تعليقات أحد زوارها، وغادر المنزل فجأة وعاد إلى بيئته القديمة.

## وصلات خارجية
- إدموند كين على موقع الموسوعة البريطانية (الإنجليزية)
- إدموند كين على موقع قاعدة بيانات برودواي على الإنترنت (الإنجليزية)
- إدموند كين على موقع إن إن دي بي (الإنجليزية)

- تحوي هذه المقالة معلومات مترجمة من الطبعة الحادية عشرة لدائرة المعارف البريطانية لسنة 1911 وهي الآن ضمن الملكية العامة.
- Richard Henry Dana on Edmund Kean's Acting, report by Carol McCluer of an Aesthetic Realism lecture by Eli Siegel